# 梁尚立
梁尚立（1920年9月—2010年9月），广东顺德人，出生于香港，中华人民共和国企业家、社会活动家，被誉为“中国招商引资的先驱”。曾任全国工商联副主席，第五届至九届全国政协常委。

## 家族
梁培基第十五子。